# Carlos Cabezas
Carlos Eduardo Cabezas Jurado (14. studenog 1980., Málaga, Andaluzija) španjolski je profesionalni košarkaš. Igra na poziciji razigravača, a trenutačno je član ruske momčadi Khimki Moskva. Prijavio se na NBA draft 2002., ali nije bio izabran od strane nijedne momčadi.

## Profesionalna karijera
Cabezas je svoju karijeru započeo u juniorskoj momčadi Unicaje. U sezoni 1998./99. Cabezas je prešao u redove Unicaje iz Maciasa gdje je i ostvario svoj prvi profesionalni nastup. Tijekom sezone 1999./00. prešao je u momčad Circulo Badajoz gdje se zadržao samo jednu sezonu prije ponovnog prelaska u Unicaju iz Malage. 2009. godine Cabezas je odbio poziv Orlando Magica da nastupi na Ljetnoj ligi u Orlandu te je te iste godine potpisao za rusku momčad Khimki iz Moskve.

## Španjolska reprezentacija
S juniorskom reprezentacijom španjolske osvojio je zlatnu medalju na Europskom U-18 prvenstvu 1998., zlato na Svjetskom U-19 prvenstvu 1999. te brončanu medalju na Europskom U-20 prvenstvu 2000. godine. Sa seniroskom reprezentacijom osvojio je zlatnu medalju na Svjetskom prvenstvu u Japanu 2006., srebro na Europskom prvenstvu u Španjolskoj 2007. te zlato na Europskom prvenstvu u Poljskoj 2009. godine.

## Vanjske poveznice
- Službena stranica  Arhivirana inačica izvorne stranice od 15. kolovoza 2009. (Wayback Machine)
- Profil na ACB.com
- Profil na Euroleague.net
- Profil  Arhivirana inačica izvorne stranice od 11. rujna 2009. (Wayback Machine) na Eurobasket 2007.org
- Profil na Fibaeurobe.com
- Profil  Arhivirana inačica izvorne stranice od 15. veljače 2021. (Wayback Machine) na Basketpedya.com